# Arachis pseudovillosa
Arachis pseudovillosa är en ärtväxtart som först beskrevs av Robert Hippolyte Chodat och Emil Hassler, och fick sitt nu gällande namn av Antonio Krapovickas och Walton Carlyle Gregory. Arachis pseudovillosa ingår i släktet jordnötter, och familjen ärtväxter. Inga underarter finns listade i Catalogue of Life.